# Nome conservado

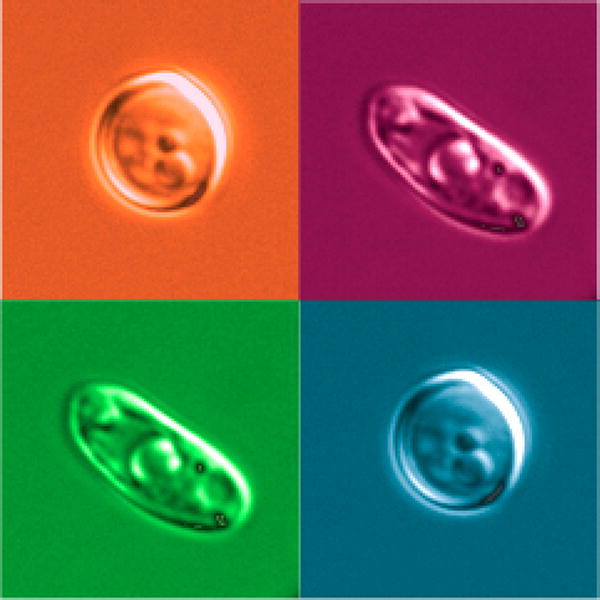
Candida albicans, que, em humanos, é o fungo responsável por patógenos como a vaginite por candidíase e a candidíase oral, é um exemplo de nomen conservandum.

Um nome conservado, originalmente nomen conservandum (pl: nomina conservanda; abreviado nom. cons.) é um nome científico que tem proteção nomenclatural específica. Isto é, o nome é mantido, mesmo que viole uma ou mais regras que o impediriam de ser legítimo. Nomen conservandum é um termo latino que significa "um nome a ser conservado". Os termos são frequentemente usados de forma intercambiável, como pelo Código Internacional de Nomenclatura para Algas, Fungos e Plantas (ICN), enquanto o Código Internacional de Nomenclatura Zoológica favorece o termo em língua inglesa "conserved name".
O processo responsável por nome conservado difere significativamente nos meios botânico e zoológico. Sob o códice de nomenclatura botânica, os nomes podem, ainda, ser "suprimidos" — isto é, nomen rejiciendum (no plural: nomina rejicienda ou nomina utique rejicienda; abreviado nom. rej.) —, ou rejeitados de modo a favorecer um nomen conservandum específico, e combinações baseadas em um nome suprimido também são referidas pelo termo "nom. rej."

## Botânica

### Conservação
Dentro da nomenclatura botânica, a conservação se trata de um procedimento nomenclatural regido pelo Art. 14 do ICN. Seu propósito é:
"para evitar mudanças nomenclaturais desvantajosas decorrentes da estrita aplicação das regras, e especialmente do princípio da prioridade [...]" (Art. 14.1).
A conservação é somente possível aos nomes nos níveis de família, gênero ou espécie.
Isto pode efetuar uma alteração na ortografia original, no tipo nomenclatural ou (mais comumente) prioridade.[carece de fontes?]
- Ortografia conservada (orthographia conservanda, orth. cons.) permite que o uso da ortografia seja preservado mesmo que o nome tenha sido publicado com outra grafia: Euonymus (não Evonymus), Guaiacum (não Guajacum), etc.
- Tipos conservados (typus conservandus, typ. cons.) são geralmente feitos quando se descobre que um tipo de fato pertence a um táxon diferente da descrição, quando um nome foi subsequentemente mal aplicado a um táxon diferente ou quando o tipo pertence a um pequeno grupo separado do volume monofilético de um táxon.
- A conservação de um nome contra um sinônimo taxonômico anterior (heterotípico) (que é denominado nome rejeitado, nomen rejiciendum, nom. rej.) é relevante apenas se um taxônomo particular incluir ambos os tipos no mesmo táxon.

### Rejeição
Além da conservação de nomes de certas categorias (Art. 14), o ICN também oferece a opção de rejeição total de um nome (nomen utique rejiciendum), também chamado de nome suprimido nos termos do Artigo 56, outra maneira de originam um nomen rejiciendum a não ser mais utilizado. A rejeição total é possível para um nome em qualquer nível.[carece de fontes?]
A rejeição (supressão) de nomes individuais é distinta da supressão de obras (opera utique opressa) nos termos do Artigo 34, que permite listar certas categorias taxonômicas em certas publicações que são consideradas como não incluindo nenhum nome validamente publicado.[carece de fontes?]

### Efeitos
Nomes conservados conflitantes são tratados de acordo com as regras normais de prioridade. Propostas separadas (informalmente referidas como propostas de "superconservação") podem ser feitas para proteger um nome conservado que seria substituído por outro. No entanto, a conservação tem diferentes consequências consoante o tipo de nome que se conserva:[carece de fontes?]
- Um nome de família conservado é protegido contra todos os outros nomes de família baseados em gêneros que são considerados pelo taxonomista como parte da mesma família.
- Um nome de gênero ou espécie conservado é conservado contra quaisquer homônimos, sinônimos homotípicos e aqueles sinônimos heterotípicos específicos que são simultaneamente declarados nomina rejicienda (assim como seus próprios sinônimos homotípicos). Conforme mudanças taxonômicas são feitas, outros nomes podem requerer novas propostas de conservação e/ou rejeição.

### Documentação
Os nomes conservados e rejeitados (e nomes suprimidos) estão listados nos apêndices do ICN. A partir da edição de 2012 (Melbourne), um volume separado contém a maior parte dos apêndices (exceto o apêndice I, sobre nomes de híbridos). A substância do segundo volume é gerada a partir de um banco de dados que também contém um histórico de propostas publicadas e seus resultados, as decisões vinculativas sobre se um nome é validamente publicado (artigo 38.4) e se é um homônimo (artigo 53.5). O banco de dados pode ser consultado online.

### Procedimento
1. O procedimento começa com a submissão de uma proposta à revista Taxon (publicada pelo IAPT). Esta proposta deve apresentar os argumentos a favor e contra a conservação de um nome. A publicação notifica qualquer pessoa interessada de que o assunto está sendo considerado e possibilita que os interessados escrevam. A publicação é o início do procedimento formal: vale como encaminhamento do assunto "à comissão competente para estudo" e Rec 14A.1 entra em vigor. O nome em questão é (um pouco) protegido por esta Recomendação ("... os autores devem seguir o uso existente tanto quanto possível...").[carece de fontes?]
2. Após analisar a matéria, julgando o mérito do caso, "o Comitê competente" decide contra ("não recomendado") ou a favor ("recomendado"). Em seguida, o assunto é encaminhado à Comissão Geral.
3. Depois de analisar o assunto, principalmente do ponto de vista processual, o Comitê Geral toma uma decisão, seja contra ("não recomendado") ou a favor ("recomendado"). Neste ponto, o artigo 14.16 entra em vigor. O Art 14.16 autoriza todos os usuários a de fato usar esse nome.
4. O Comitê Geral reporta à Seção de Nomenclatura do Congresso Internacional de Botânica, declarando quais nomes (incluindo tipos e grafias) recomenda para conservação. Em seguida, pelo Div. III.1, a Seção de Nomenclatura toma uma decisão sobre quais nomes (incluindo tipos, grafias) são aceitos no Código . Nesta fase é tomada a decisão de facto de modificar o Código .
5. A Sessão Plenária desse mesmo Congresso Internacional de Botânica recebe a "resolução movida pela Seção de Nomenclatura desse Congresso" e toma uma decisão de jure para modificar o Código . Por longa tradição, este passo é apenas de natureza cerimonial.[carece de fontes?]

Ao longo do tempo, houve diferentes padrões para a maioria necessária para uma decisão. No entanto, durante décadas a Seção de Nomenclatura exigiu uma maioria de 60% para inclusão no Código, e os Comitês seguiram esse exemplo, adotando em 1996 uma maioria de 60% para uma decisão.[carece de fontes?]

## Zoologia
Na zoologia, o termo "nome conservado", em vez de nomen conservandum, é usado no Código Internacional de Nomenclatura Zoológica, embora informalmente ambos os termos sejam usados de forma intercambiável.[carece de fontes?]
No glossário do Código Internacional de Nomenclatura Zoológica (o código para nomes de animais, um dos vários códigos de nomenclatura), esta definição é dada:
nome conservado
Um nome de outra forma indisponível ou inválido que a Comissão, pelo uso de seu poder plenário, permitiu que fosse usado como um nome válido pela remoção dos obstáculos conhecidos a tal uso.
Esta é uma definição mais generalizada do que aquela para nomen protectum, que é especificamente um nome conservado que é um sinônimo júnior ou homônimo que está em uso porque o sinônimo sênior ou homônimo foi feito um nomen oblitum ("nome esquecido").[carece de fontes?]
Um exemplo de um nome conservado é o nome do gênero dinossauro Pachycephalosaurus, que foi formalmente descrito em 1943. Mais tarde, descobriu-se que Tylosteus (que foi formalmente descrito em 1872) era o mesmo gênero de Pachycephalosaurus (um sinônimo). Pelas regras usuais, o gênero Tylosteus tem precedência e normalmente seria o nome correto. Mas a Comissão Internacional de Nomenclatura Zoológica (ICZN) decidiu que o nome Pachycephalosaurus deveria ter precedência e ser tratado como o nome válido, porque era de uso mais comum e mais conhecido pelos cientistas.[carece de fontes?]
Os detalhes processuais do ICZN são diferentes dos da botânica, mas o princípio operacional básico é o mesmo, com petições submetidas à comissão para revisão.[carece de fontes?]